# أليس مكنمارا
أليس مكنمارا (بالإنجليزية: Alice McNamara) هي مجدفة أسترالية، ولدت في 22 فبراير 1986 في ملبورن في أستراليا.

## وصلات خارجية
- أليس مكنمارا على موقع الاتحاد الدولي للتجديف (الإنجليزية)